# Hroński Inowiec

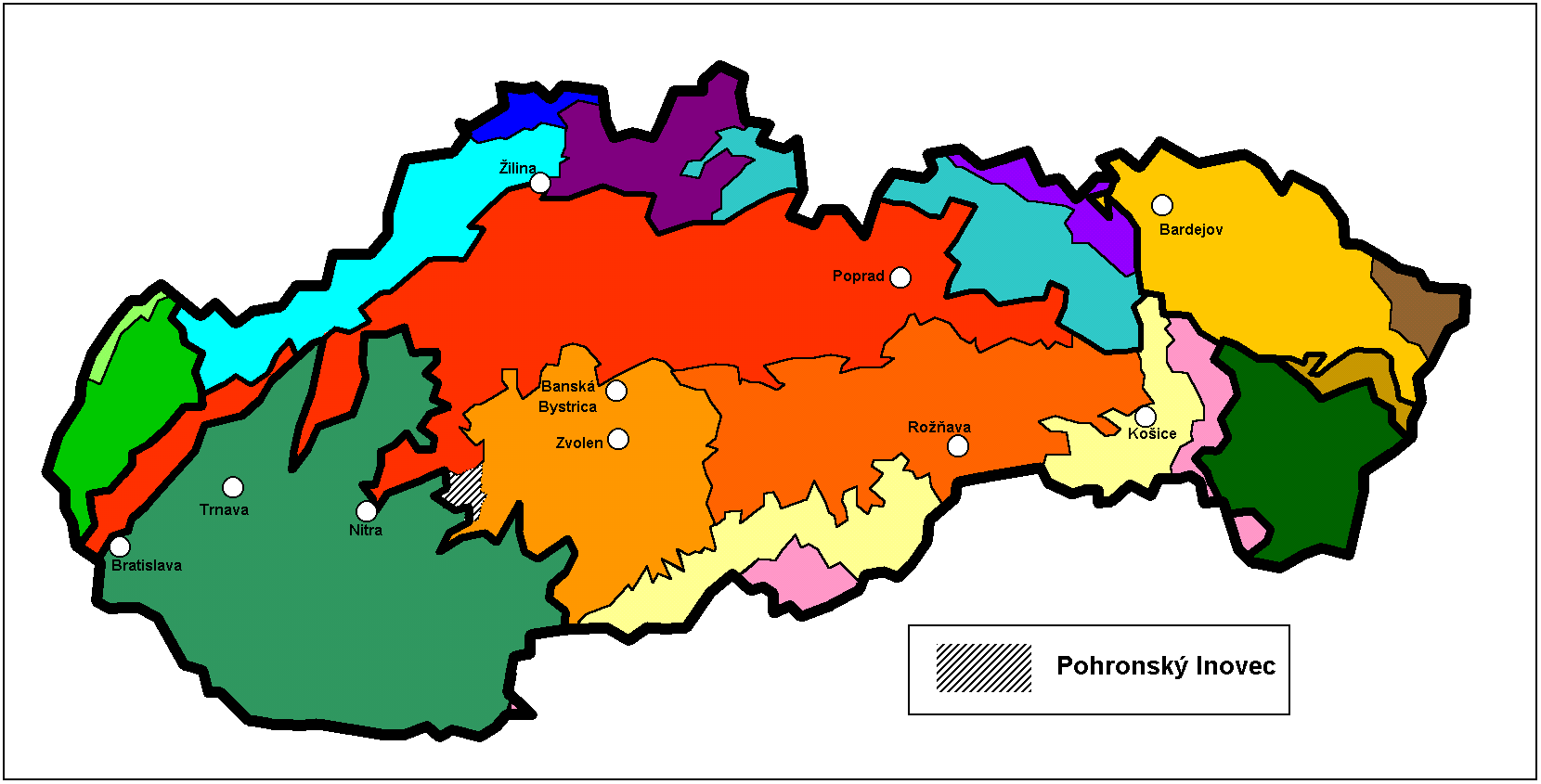
Położenie na mapie Słowacji

Hroński Inowiec (słow. Pohronský Inovec (514.83)) – niewielka grupa górska w Centralnych Karpatach Zachodnich na Słowacji.

## Położenie
Hroński Inowiec leży w południowej części Łańcucha Wielkofatrzańskiego, na wschód od pasma Trybecza, od którego oddziela go dolina górnego biegu Žitavy. Na północy szeroka dolina potoku Kľak (słow. Veľkopoľska brázda) oddziela go od pasma Ptacznika. Od wschodu dolina Hronu oddziela go od Gór Szczawnickich, należących już do Wewnętrznych Karpat Zachodnich. Na południu Hroński Inowiec opada stromym stopniem ku Nizinie Naddunajskiej, którą tworzy tu ciąg niewysokich wzgórz (słow. Hronská pahorkatina).

## Charakterystyka
Grupa Hrońskiego Inowca rozciąga się z północnego wschodu na południowy zachód na długości ok. 20 km, osiągając szerokość ok. 11 km. Zajmuje powierzchnię blisko 220 km². Dzieli się na kilka mniejszych jednostek. Największą i najwyższą jest pasmo ze szczytami Veľký Inovec (pol. Wielki Inowiec) i Vojšín, wypełniające południową i centralną część gór. Jego przedłużeniem ku północnemu zachodowi jest Lehotská planina. Na północnym wschodzie, oddzielony obniżeniem Kotliny Nowobańskiej, ciągnie się grzbiet Raju.
Średnia wysokość grupy wynosi ok. 500 m n.p.m. Najwyższy szczyt – Veľký Inovec (901 m n.p.m.) zaledwie przekracza wysokością poziomicę 900 m. Poziomicę 800 m przewyższają jeszcze dwa inne szczyty: Malý Inovec (870 m n.p.m.; pol. Mały Inowiec) i Vojšín (819 m n.p.m.). Erozja rozcięła mocno szeroką, brzegową strefę grupy, podczas gdy centralne części zachowały charakter płaskowyżu, słabo rozdzielanego dolinami drobnych cieków wodnych, którego powierzchnię urozmaicają niewysokie pagóry i jedynie kilka wyższych wzniesień. Od głównego grzbietu, wyznaczanego przez wspomniane wyżej szczyty, odchodzą we wszystkich kierunkach szerokie grzbiety boczne, o wysokościach opadających od ok. 800 do ok. 600 m n.p.m., które w niższych partiach rozdzielane są przez głębokie doliny. Południowy skraj gór opada stromo progiem wysokości 500–600 m, podczas gdy część północna w rejonie wsi Veľká Lehota ma charakter płaskowyżu (Lehotská planina).

## Wody
Obszar Hrońskiego Inowca należy do zlewisk Hronu (część wschodnia) i Žitavy (część zachodnia). Spływające do nich potoki mają reżim śnieżny średnio wykształcony, z maksymalnymi przepływami w marcu i kwietniu.

## Geologia
Hroński Inowiec jest górami pochodzenia wulkanicznego. Jego zasadniczy zrąb powstał w okresie ożywionego wulkanizmu w młodszym trzeciorzędzie. Budują go głównie andezyty i ryolity, a także różne odmiany skał piroklastycznych: tufów, tufitów i brekcji wulkanicznych. Andezyty i andezytowe tufy spotkamy zwłaszcza w pasmie Wielkiego Inowca i Vojšína, podczas gdy ryolity głównie w grzbiecie Raju.

## Klimat
Ze względu na położenie Hrońskiego Inowca na pograniczu wielkiej Niziny Naddunajskiej na południu i wyższych partii Karpat na północy obserwujemy w tej grupie górskiej stosunkowo duże zróżnicowanie warunków klimatycznych między jej południowym a północnym skrajem. Dominuje klimat przejściowy. Wyżej położone partie gór leżą już w strefie chłodnej i dość wilgotnej, gdzie liczba dni z temperaturą powyżej 25 °C nie przekracza 50 w roku. Niżej położone rejony mają klimat bardziej kontynentalny, a wyższe temperatury idą tu w parze z niższymi opadami.
Średni temperatura roczna wynosi tu ok. 9 °C, przy czym najchłodniejsze miesiące (styczeń, luty) mają temperatury na poziomie –3 °C, zaś miesiąc najcieplejszy (lipiec) ok. 20 °C. Najmniej opadów przypada na miesiące zimowe, najwięcej na przełomie wiosny i lata oraz późną jesienią. O ile południowe stoki gór otrzymują rocznie tylko 600–650 mm opadów, o tyle partie szczytowe nawet ponad 900 mm. Przeważają wiatry z kierunków północno-zachodniego i północnego. Zimą południowe stoki gór mają jedynie cienką i krótkotrwałą pokrywę śniegową, natomiast w partiach szczytowych osiąga ona nawet 30 cm i utrzymuje się do dwóch miesięcy.

## Roślinność
Hroński Inowiec leży w obszarze naturalnego występowania lasów liściastych, a częściowo lasostepów strefy umiarkowanej. Pierwotnie prawie cały jego teren pokrywały lasy, głównie dąbrowy. Od średniowiecza jednak były one systematycznie trzebione i zamieniane na pola, łąki, pastwiska i winnice. Rozległe kompleksy leśne zachowały się głównie w południowej i zachodniej części gór powyżej poziomicy 280–350 m n.p.m. oraz w części północno-wschodniej (grzbiet Raju). Pozostało już jednak bardzo niewiele fragmentów o strukturze gatunkowej i wiekowej zbliżonej do pierwotnej. Charakterystyczny jest wielki wylesiony teren w środkowo-północnej części grupy, zajmowany przez wieś Veľká Lehota, co związane jest z dawną intensywną gospodarką pastersko-hodowlaną.
Gatunkiem dominującym w lasach jest dąb bezszypułkowy, drugim ważnym gatunkiem jest grab pospolity, a trzecim buk pospolity. Towarzyszą im inne gatunki dębów: szypułkowy, omszony i burgundzki, a także klon polny, jesion mannowy, lipa szerokolistna i in.

## Fauna
W Hrońskim Inowcu obserwujemy stosunkowo duże zróżnicowanie biotopów, od fragmentów naturalnych lasów i lasostepów po siedliska przekształcone na skutek gospodarki człowieka, jak pola, łąki kośne, pastwiska, winnice, sady po tereny zurbanizowane i przemysłowe. Skutkuje to występowaniem urozmaiconej fauny. Chociaż nie spotkamy tu już wielkich drapieżników typowych dla tej części Europy, występują tu jeszcze ich mniejsi krewni: żbik, lis, borsuk, kuna leśna i domowa, łasica, a czasem i wydra. Żyją tu dziki i zwierzyna płowa: jelenie i sarny, występują także introdukowane daniele i muflony. Liczne są gryzonie, w tym pochodzący z Ameryki Pn. piżmak, oraz owadożerne. Awifaunę reprezentują m.in. takie drapieżniki jak jastrząb gołębiarz, krogulec, myszołów zwyczajny oraz kilka gatunków sów. Spotykany jest bocian czarny i jarząbek. Poza tym gnieździ się tu wiele gatunków drobnych ptaków śpiewających, a wzdłuż większych rzek i w okolicach stawów rybnych – szereg gatunków wodnych i wodno-błotnych. Z gadów godne uwagi są wąż Eskulapa, jaszczurka zielona, padalec i salamandra plamista. W wodach górskich występują pstrągi: potokowy i tęczowy, jelec, śliz pospolity i głowacze: białopłetwy i pręgopłetwy. Wyjątkowo bogata jest fauna mięczaków i stawonogów; godne uwagi jest występowanie wielu gatunków ciepłolubnych.

## Ochrona przyrody
Na terenie Hrońskiego Inowca znajdują się rezerwaty przyrody: Včelár, Kamenné more, Klíča oraz pomniki przyrody Starohutský vodopád (słow. Národná prírodná pamiatka Starohutský vodopád) i Veľký Inovec (słow. Prírodná pamiatka Veľký Inovec).

## Turystyka
Liczba znakowanych szlaków turystycznych nie jest zbyt duża. Większość z nich promieniście zbiega się w rejonie Wielkiego Inowca. Najsłabiej oznakowana jest północna część grupy, jednak wszędzie sieć szlaków znakowanych uzupełnia znaczna liczba dróg i dróg leśnych. Przez najwyższy fragment gór, z Wielkim i Małym Inowcem, biegnie długodystansowy szlak turystyczny znakowany kolorem  czerwonym – Rudná magistrála.